# 부력 (영화)
《부력》(영어: Buoyancy)은 2019년에 개봉한 오스트레일리아의 영화이다.

## 구성
실제 사건에서 영감을 받은 14세 캄보디아 소년은 촌부리주 지방에서 중국계 타이인 트롤어선에 노예가 되어 인신매매의 희생자가 됩니다.

## 캐스팅

### 주연
- 삼 행 : 차크라 역
- 타나웃 카스로 : 롬 란 역
- Saicheer Wongwirot : traffickers

### 조연
- 모니 로스 : 케아 역

## 기타
- 배역 : 라위핀 논 시리몬주
- 수입사 :  콘텐트마인

## 수상
- 2019년 제69회 베를린국제영화제 수상 에큐메니칼 심사위원상 : 파노라마 (로드 라스젠)
- 2019년 제55회 시카고국제영화제 후보 글로벌 커런츠
- 2019년 제68회 멜버른 국제 영화제 후보 MIFF 프리미어 펀드, 특별 이벤트, 헤드라이너
- 2019년 제50회 인도국제영화제 후보 월드 파노라마
- 2019년 제13회 아시아 태평양 스크린 어워드 수상 최우수 청소년 장편영화상 (로드 라스젠)
- 2019년 제35회 바르샤바 국제영화제 후보 디스커버리즈
- 2019년 제60회 데살로니키 국제 영화제 후보 오픈 호라이즌스
- 2020년 제31회 팜스프링스 국제영화제 후보 버즈어워드 : 최우수 국제영화